# Pinus monticola
Amerikaanse witte den (Pinus monticola) is een soort uit de dennenfamilie (Pinaceae). Engelse triviale namen voor de soort zijn Western white pine, silver pine en California mountain pine. Als een van de symbolen voor de staat Idaho, wordt de boom ook wel Idaho pine genoemd.

## Determinatie

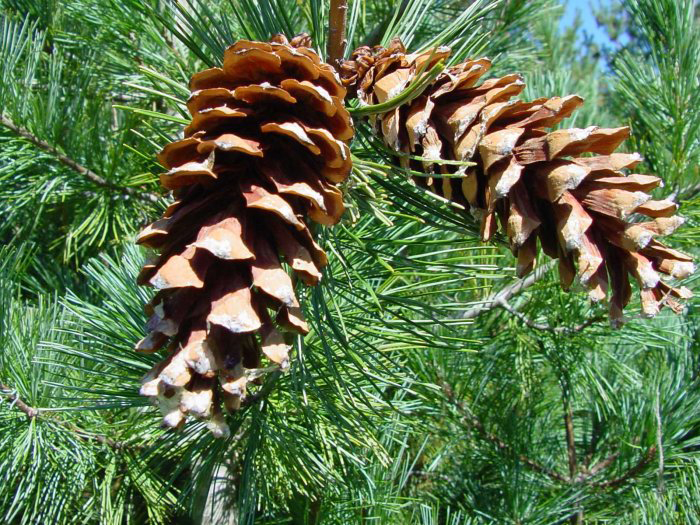
Loof en openstaande kegels

Amerikaanse witte den is een groenblijvende, boomvormende conifeer. Het is een van de white of soft pines en lijkt op weymouthden en Mexicaanse den (P. ayacahuite). Kenmerkend voor Amerikaanse witte den is vooral de vorm; het is een grote, torenvormige boom die 30 à 50 meter hoog wordt, uitzonderlijk zelfs 70 meter. De schors is gladder en grijzer dan van weymouthden. De loten zijn bruinachtig-groen met fijne, roestkleurige haren in het eerste jaar (vergelijkbaar met suikerden). Zoals bij alle soft pines, groeien de naalden in bundels van vijf. Ze worden 5 à 13 cm lang. Ze zijn dun en ietwat overhangend. Zowel vanbinnen als vanbuiten zijn zwakke witte lijnen zichtbaar, vergelijkbaar met buigzame den, waar de lijnen echter gezaagd zijn. De naalden van Amerikaanse witte den gaan 2 tot 3 jaar mee, in vergelijking tot 1,5 à 2 jaar bij weymouthden. Amerikaanse witte den draagt overvloedig kegels, die slank en tot 32 cm lang kunnen zijn. Hun breedte meet gesloten 3–4 cm, geopend 5–8 cm. De schubben zijn dun en buigzaam en de onderste schubben zijn sterk teruggekromd. De zaadjes zijn klein: 4–7 mm lang.

## Verspreiding
Het natuurlijke verspreidingsgebied van Amerikaanse witte den strekt zich uit over de bergachtige gebieden in het westen van de Verenigde Staten en Canada, met name in de Cascade Range, de Sierra Nevada, de Pacific Coast Ranges en de noordelijke Rocky Mountains. Op verschillende plaatsen en vooral in Oregon en Washington, komt Amerikaanse witte den ook voor op zeeniveau.
De soort is geïmporteerd naar allerlei andere delen van de wereld, waar ze vaak gebruikt wordt als sierplant. In Europa is de soort te vinden in enkele grote tuinen en arboreta.

## Aantastingen
Net zoals suikerden, wordt Amerikaanse witte den vaak aangetast door weymouth-dennenblaasroest, een schimmel van Europese oorsprong.
... · 
P. albicaulis (asgrijze den) · 
P. aristata (stoppelden) · 
P. balfouriana (vossenstaartden) · 
P. brutia (Turkse den) · 
P. canariensis (Canarische den) · 
P. cembra (alpenden) · 
P. contorta (draaiden) · 
P. densiflora (Japanse rode den) · 
P. halepensis (aleppoden) · 
P. heldreichii (Bosnische den) · 
Pinus hwangshanensis · 
P. jeffreyi (jeffreyden) · 
P. koraiensis (Koreaanse den) · 
P. lambertiana (suikerden) · 
P. longaeva (langlevende den) · 
P. monophylla · 
P. monticola (Amerikaanse witte den) · 
P. mugo (bergden) · 
P. muricata (bishopden) · 
P. nigra (zwarte den) · 
P. nigra subsp. laricio (Corsicaanse den)  · 
P. nigra subsp. nigra (Oostenrijkse den) · 
P. palustris (moerasden) · 
P. parviflora (Japanse witte den) · 
P. peuce (Macedonische den) · 
P. pinaster (zeeden) · 
P. pinea (parasolden) · 
P. ponderosa (gele den) · 
P. pumila (Siberische dwergden) · 
P. radiata (montereyden) · 
P. strobus (weymouthden) · 
P. sibirica (Siberische den) · 
P. sylvestris (grove den) · 
P. thunbergii (Japanse zwarte den) · 
P. wallichiana (tranenden) · 
...